# ستبرخروس اوراسیایی
ستبرخروس اوراسیایی یا ستبرخروس غربی یا خروس جنگلی از سیاه‌خروس‌های سرده تذروها (Tetrao) و عضو بزرگ این خانوده به‌شمار می‌آید که حدود ۷٫۲ کیلوگرم وزن دارند. این پرنده بیشتر در اروپا و آسیا یافت می‌شود.